# 比勒 (密蘇里州)
比勒（英語：Biehle）是位於美國密蘇里州佩里縣的普查規定居民點。

## 歷史
比勒的郵局於1867年設立，其後於1957年停運。

## 人口
根據2020年美國人口普查的數據，比勒的面積為0.57平方千米，皆為陸地。當地共有人口47人，而人口密度為每平方千米82.46人。